# 金浦站 (日本)
- 關於北海道天鹽郡遠別町曾經存在的國鐵羽幌線車站，請見「天鹽金浦站」。
- 關於大韓民國首爾特別市曾經存在的大韓民國鐵道廳車站，請見「金浦站 (韓國)」。

金浦站（日语：／ Konoura eki */?）是位於秋田縣仁賀保市金浦，屬於東日本旅客鐵道（JR東日本）的羽越本線車站。

## 歷史
- 1922年（大正11年）6月30日：國鐵陸羽西線此站至羽後本莊站開通，此站啟用。當時車站位於由利郡（日语：由利郡）金浦町（日语：金浦町）[1]。
- 1924年（大正13年）4月20日：陸羽西線鼠關站至羽後岩谷站之間編入至羽越線。
- 1925年（大正14年）11月20日：隨著支線與赤谷線啟用，羽越線改名為羽越本線。
- 1971年（昭和46年）10月1日：終止貨物起卸業務[3]。
- 1981年（昭和56年）10月15日：成為簡易委託車站[2][4]。
- 1987年（昭和62年）4月1日：伴隨國鐵分割民營化，車站由東日本旅客鐵道（JR東日本）營運。
- 1998年（平成10年）
  - 3月11日：新車站大樓建成，大樓內同時設有金浦町立圖書館，車站大樓部分開始使用[5]。
  - 4月18日：金浦町立圖書館啟用[5]。
- 2007年（平成19年）4月23日：設置POS終端。

## 車站構造
本站是地面車站，設有1面1線的單式月台和1面2線的島式月台，共有2面3線的月台。各月台之間透過跨線橋連接。
此站是由羽後本莊站管理的簡易委託車站。站內設有POS終端。本站的站房與當地的市立圖書館共構在同一座建築物內。

### 月台
| 月台 | 路線      | 上下行 | 方向               |
| ---- | --------- | ------ | ------------------ |
| 1    | ■羽越本線 | 下行   | 秋田方向           |
| 2    | ■羽越本線 | 上行   | 酒田方向           |
| 3    | ■羽越本線 | 上行   | 酒田方向（待避線） |

## 使用狀況
根據「JR東日本」資料，在2019年度（令和元年度）1日平均乘車人次為179人。
以下列出近年乘車人次的變化：
| 年度               | 1日平均 乘車人次 | 參考資料        |
| ------------------ | ---------------- | --------------- |
| 2000年（平成12年） | 440              | [ 利用客数 2 ]  |
| 2001年（平成13年） | 445              | [ 利用客数 3 ]  |
| 2002年（平成14年） | 413              | [ 利用客数 4 ]  |
| 2003年（平成15年） | 391              | [ 利用客数 5 ]  |
| 2004年（平成16年） | 381              | [ 利用客数 6 ]  |
| 2005年（平成17年） | 352              | [ 利用客数 7 ]  |
| 2006年（平成18年） | 338              | [ 利用客数 8 ]  |
| 2007年（平成19年） | 324              | [ 利用客数 9 ]  |
| 2008年（平成20年） | 332              | [ 利用客数 10 ] |
| 2009年（平成21年） | 315              | [ 利用客数 11 ] |
| 2010年（平成22年） | 322              | [ 利用客数 12 ] |
| 2011年（平成23年） | 307              | [ 利用客数 13 ] |
| 2012年（平成24年） | 311              | [ 利用客数 14 ] |
| 2013年（平成25年） | 308              | [ 利用客数 15 ] |
| 2014年（平成26年） | 284              | [ 利用客数 16 ] |
| 2015年（平成27年） | 276              | [ 利用客数 17 ] |
| 2016年（平成28年） | 245              | [ 利用客数 18 ] |
| 2017年（平成29年） | 222              | [ 利用客数 19 ] |
| 2018年（平成30年） | 190              | [ 利用客数 20 ] |
| 2019年（令和元年） | 179              | [ 利用客数 1 ]  |

## 車站周邊
- 勢至公園
- 白瀨南極探險隊紀念館（日语：白瀬南極探検隊記念館）
- 秋田縣道290號小出金浦線（日语：秋田県道290号小出金浦線）
- 國道7號金浦繞道
- 仁賀保市政廳金浦廳舍（前金浦町（日语：金浦町）公所）
- 金浦郵局
- MaxValu（日语：マックスバリュ）金浦店（由[MaxValu東北（日语：イオン東北）營運）
- 秋田銀行金浦分店
- 仁賀保市立金浦小學
- 仁賀保地區組合消防署

## 巴士路線
截至2016年12月，羽後交通於站前設有「金浦站前」巴士站，停靠的巴士路線為仁賀保高校線。另外也設有「金浦站前角」巴士站，停靠的巴士路線為本莊・象潟線和前往東京站、新宿站西出口方向的夜行高速巴士「特快鳥海號」。

## 相鄰車站
東日本旅客鐵道
■羽越本線
象潟－金浦－仁賀保

## 注腳

### 使用狀況
1. 1 2  . 東日本旅客鉄道.   [2020-07-13]. （原始内容存档于2020-07-10） （日语）.
2. ↑  . 東日本旅客鉄道.   [2019-02-28]. （原始内容存档于2019-04-02） （日语）.
3. ↑  . 東日本旅客鉄道.   [2019-02-28]. （原始内容存档于2019-02-22） （日语）.
4. ↑  . 東日本旅客鉄道.   [2019-02-28]. （原始内容存档于2019-04-02） （日语）.
5. ↑  . 東日本旅客鉄道.   [2019-02-28]. （原始内容存档于2019-03-27） （日语）.
6. ↑  . 東日本旅客鉄道.   [2019-02-28]. （原始内容存档于2019-02-23） （日语）.
7. ↑  . 東日本旅客鉄道.   [2019-02-28]. （原始内容存档于2019-04-02） （日语）.
8. ↑  . 東日本旅客鉄道.   [2019-02-28]. （原始内容存档于2019-04-02） （日语）.
9. ↑  . 東日本旅客鉄道.   [2019-02-28]. （原始内容存档于2019-04-02） （日语）.
10. ↑  . 東日本旅客鉄道.   [2019-02-28]. （原始内容存档于2019-02-22） （日语）.
11. ↑  . 東日本旅客鉄道.   [2019-02-28]. （原始内容存档于2019-04-02） （日语）.
12. ↑  . 東日本旅客鉄道.   [2019-02-28]. （原始内容存档于2019-04-02） （日语）.
13. ↑  . 東日本旅客鉄道.   [2019-02-28]. （原始内容存档于2019-04-02） （日语）.
14. ↑  . 東日本旅客鉄道.   [2019-02-28]. （原始内容存档于2019-03-27） （日语）.
15. ↑  . 東日本旅客鉄道.   [2019-02-28]. （原始内容存档于2019-03-06） （日语）.
16. ↑  . 東日本旅客鉄道.   [2019-02-28]. （原始内容存档于2019-03-06） （日语）.
17. ↑  . 東日本旅客鉄道.   [2019-02-28]. （原始内容存档于2019-03-23） （日语）.
18. ↑  . 東日本旅客鉄道.   [2019-02-28]. （原始内容存档于2019-02-14） （日语）.
19. ↑  . 東日本旅客鉄道.   [2019-02-28]. （原始内容存档于2019-03-25） （日语）.
20. ↑  . 東日本旅客鉄道.   [2019-07-21]. （原始内容存档于2019-07-05） （日语）.

## 外部連結
- 車站資訊（金浦）：東日本旅客鐵道（日語）